# Bogdan Krupa
Bogdan Krupa (ur. 23 listopada 1950 w Milanówku) – podpułkownik dyplomowany Wojska Polskiego.

## Życiorys
Syn Czesława. Absolwent Wyższej Szkoły Oficerskiej Wojsk Pancernych im. Jana Stefana Czarnieckiego w Poznaniu z 1968 oraz absolwent Akademii Sztabu Generalnego Wojska Polskiego im. gen. Karola Świerczewskiego w Rembertowie z 1981 – kierunek rozpoznanie. 
Po ukończeniu szkoły oficerskiej przydzielony został do 11 batalionu czołgów pływających w Słupsku (7 Łużyckiej Dywizji Desantowej), w którym dowodził plutonem, a następnie kompanią czołgów PT-76.
W latach 1981–1984 był na stanowiskach dowódczych w 16 pułku czołgów średnich w Słupsku, a następnie pełnił obowiązki oficera sztabu 8 Drezdeńskiej Dywizji Zmechanizowanej im. Wojciecha Bartosa Głowackiego w Koszalinie.
W latach 1992–2002 był oficerem Wojewódzkiego Sztabu Wojskowego w Gdańsku.
Na podstawie Rozkazu Personalnego Dowódcy Pomorskiego Okręgu Wojskowego z dniem 8 lipca 2002 roku został wyznaczony na stanowisko komendanta Wojskowej Komendy Uzupełnień w Gdyni.
Obowiązki komendanta Wojskowej Komendy Uzupełnień w Gdyni pełnił do 16 lutego 2003.
Przeniesiony został do rezerwy z dniem 30 czerwca 2004 na podstawie Decyzji Ministra Obrony Narodowej Nr 104 z dnia 8 kwietnia 2004.
Od 2004 pracownik administracji wojskowej na stanowisku referenta prawno-administracyjnego Wojskowej Komendy Uzupełnień w Słupsku.

## Wykształcenie
- 18 września 1968 - 10 września 1972 - Wyższa Szkoła Oficerska Wojsk Pancernych im. Jana Stefana Czarnieckiego w Poznaniu
- 2 października 1978 - 27 sierpnia 1981 - Akademia Sztabu Generalnego im. Gen. Karola Świerczewskiego w Rembertowie
- 3 kwietnia 1994 - 14 kwietnia 1994 - kurs specjalistyczny oficerów terenowych organów administracji wojskowej

## Awanse
- podporucznik - 8 września 1972
- porucznik - 4 maja 1975
- kapitan - 25 września 1979
- major - 25 września 1985
- podpułkownik - 20 września 1989

## Stanowiska
- 11 września 1972 - 18 października 1972 - dyspozycja - dowódca Pomorskiego Okręgu Wojskowego w Bydgoszczy
- 10 października 1972 - 31 października 1976 - dowódca - pluton czołgów - 11 batalion czołgów pływających w Słupsku - 7 Łużycka Dywizja Desantowa
- 1 listopada 1976 - 7 kwietnia 1978 - dowódca - kompania czołgów - 11 batalion czołgów pływających w Słupsku - 7 Dywizja Desantowa
- 8 kwietnia 1978 - 1 października 1978 - starszy pomocnik szefa sztabu ds. operacyjnych - 34 pułk desantowy w Słupsku - 7 Dywizja Desantowa
- 28 sierpnia 1981 - 22 września 1983 - p.o. szef sztabu - zastępca dowódcy - 16 pułk czołgów średnich w Słupsku - 8 Drezdeńska Dywizja Zmechanizowana im. Wojciecha Bartosa Głowackiego
- 23 września 1983 - 24 lipca 1984 - szef sztabu - zastępca dowódcy - 16 pułk czołgów średnich w Słupsku - 8 Dywizja Zmechanizowana
- 25 lipca 1984 - 5 marca 1985 - p.o. szef - wydział operacyjny - 8 Dywizja Zmechanizowana
- 6 marca 1985 - 17 kwietnia 1985 - oficer operacyjny - 8 Dywizja Zmechanizowana
- 18 kwietnia 1985 - 19 grudnia 1989 - zastępca dowódcy ds. liniowych - 16 pułk czołgów średnich w Słupsku - 8 Dywizja Zmechanizowana
- 20 grudnia 1989 - 7 kwietnia 1992 - zastępca dowódcy - 16 pułk zmechanizowany w Słupsku - 8 Dywizja Zmechanizowana
- 8 kwietnia 1992 - 31 marca 1996 - starszy oficer ds. mobilizacji i uzupełnień - Wojewódzki Sztab Wojskowy w Gdańsku
- 1 kwietnia 1996 - 7 lipca 2002 - szef wydziału - Wydział Mobilizacji i Uzupełnień - Wojewódzki Sztab Wojskowy w Gdańsku
- 8 lipca 2002 - 16 lutego 2003 - komendant - Wojskowa Komenda Uzupełnień w Gdyni
- 17 lutego 2003 - 30 czerwca 2004 - dyspozycja - szef Wojewódzkiego Sztabu Wojskowego w Gdańsku

## Odznaczenia
- Srebrny Krzyż Zasługi (1986)
- Brązowy Krzyż Zasługi
- Srebrny Medal „Siły Zbrojne w Służbie Ojczyzny"” (1982)
- Brązowy Medal „Siły Zbrojne w Służbie Ojczyzny” (1973)
- Złoty Medal „Za Zasługi dla Obronności Kraju” (1996)
- Srebrny Medal „Za Zasługi dla Obronności Kraju” (1982)
- Brązowy Medal „Za Zasługi dla Obronności Kraju” (1978)